# 雷諾 (印第安納州)
雷諾（英語：Reno）是位於美國印地安納州亨德里克斯縣的一個非建制地區。該地的面積和人口皆未知。